# Црвени краљ и вештица
Црвени краљ и вештица (енгл. The Red King and the Witch: Gypsy Folk and Fairy Tales) је антологија из 1965. године од двадесет и пет прича које је прикупила и препричала Рут Менинг Сандерс. Први пут је објављена у Уједињеном Краљевству 1964. у издању Oxford University Press.

## О ауторки
Рут Менинг Сандерс (21. август 1886 — 12. октобар 1988) је била енглеска песникиња и књижевница рођена у Велсу под именом Рут Вернон Менинг као најмлађа од три ћерке Џона Менинга, енглеског министра. Као дете је читала књиге и писала и глумила представе са својим сестрама. Студирала је енглеску књижевност на Универзитету у Манчестеру. У Девону је упознала енглеског уметника Џорџа Сандерса за кога се удала 1911. године и тада су обоје променили име у Менинг Сандерс. Позната је по низу књига за децу за које је сакупљала и повезивала бајке широм света. За живота је објавила преко деведесет књига, од тога двадесет и две антологије или збирке које је илустровао Робин Жак: A Book of Giants 1962, A Book of Dwarfs 1963, A Book of Dragons 1964, A Book of Witches 1965, A Book of Wizards 1966, A Book of Mermaids 1967, A Book of Ghosts and Goblins 1968, A Book of Princes and Princesses 1969, A Book of Devils and Demons 1970, A Book of Charms and Changelings 1971, A Book of Ogres and Trolls 1972, A Book of Sorcerers and Spells 1973, A Book of Magic Animals 1974, A Book of Monsters 1975, A Book of Enchantments and Curses 1976, A Book of Kings and Queens 1977, A Book of Marvels and Magic 1978, A Book of Spooks and Spectres 1979, A Book of Cats and Creatures 1981, A Book of Heroes and Heroines 1982, A Book of Magic Adventures 1983. и A Book of Magic Horses 1984. године.

## О књизи
Књига Црвени краљ и вештица садржи приче Brian and the Fox, The Deluded Dragon, The Hen That Laid Diamond Eggs, Bald Pate, Jankyn and the Witch, Sylvester, The Red King and the Witch, The Old Soldier and the Mischief, The Riddle, It All Comes To Light, Jack and His Golden Snuff-Box, The Brigands and the Miller's Daughter, The Little Bull-Calf, The Little Fox, Tropsyn, The Tinker and His Wife, The Little Nobleman, The Snake, The Tale of a Foolish Brother and of a Wonderful Bush, The Black Dog of the Wild Forest, The Dragon and the Stepmother, The Dog and the Maiden, An Old King and His Three Sons of England, The Three Princesses and the Unclean Spirit и Happy Boz'll. Све су их испричали Роми, неколико њих (на пример Brian and the Fox и The Little Bull-Calf) је на енглеском језику, али већина на ромском. Приче су из различитих земаља јер су Роми, за које се верује да су првобитно живели у Индији, лутали по целом свету и тако су покупили више прича у свакој земљи у којој су се затекли и људима у њима су понављали приче које су донели са собом. Током година, како су се причале и препричавале приче су се мењале, џин људождер би тако постао змај, принц принцеза, сиромашан дечак сиромашна девојка и слично, али би идеја остала иста. Пример тога је Пепељуга која је у верзији исте идеје пољског Рома постала „прича о глупом брату и дивном грму”.